# Karujärv
Karujärv (est. Karujärv) – jezioro na obszarze gminy Kihelkonna w prowincji Sarema, w Estonii. Ma powierzchnię 345 hektarów, maksymalną głębokość 5,5 m. Pod względem powierzchni jest trzynastym jeziorem w Estonii. Zdecydowana większość brzegów pokryta jest lasem, od strony zachodniej występują płycizny. Znajdują się na nim dwie wyspy. Wypływa z niego niewielka rzeczka Kaljajõgi. Na zachód od jeziora znajduje się wieś Kuumi.